# Estero

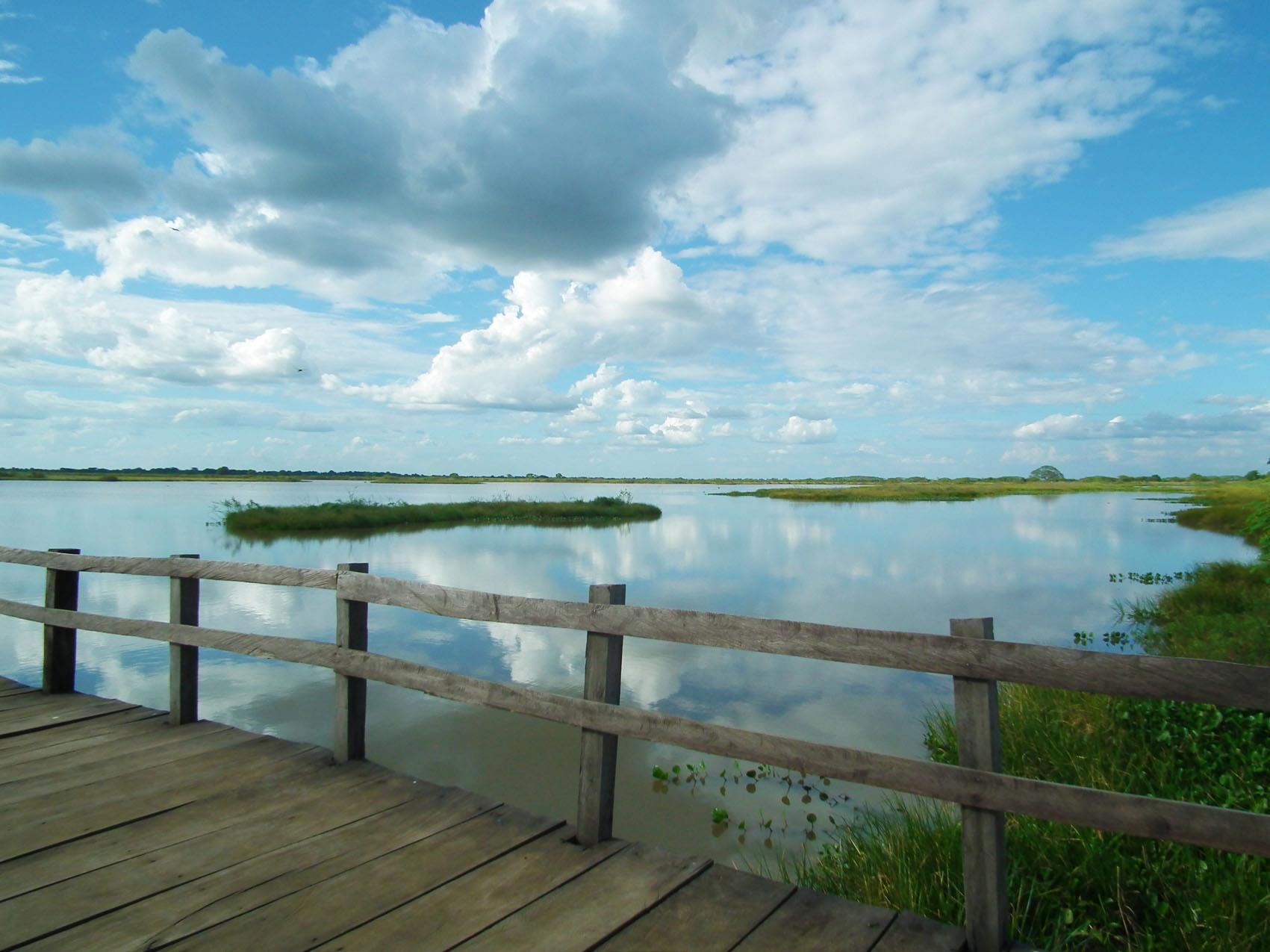
Esteros de Camaguán, Venezuela.

El término estero se utiliza en varios contextos ecológicos y geográficos para designar condiciones de pantano generalmente en zonas planas con drenaje imperfecto.

## Otras acepciones

### Pantanos
Como estero también se designa a una extensión pantanosa de gran tamaño que suele llenarse de agua por la lluvia (anegación) o por desborde de un río o laguna durante las crecientes (inundación). Tal es el caso de los esteros del Iberá en el interfluvio entre la margen oriental del río Paraná y occidental del río Uruguay, en Argentina. La siguiente definición se basa en gran medida en las características del Iberá: laguna de regiones tropicales y subtropicales, de escasa profundidad (< 3 m), permanente o semipermanente, con poca superficie de agua libre y sin movimiento, estratificación térmica con capa superficial más caliente, tenor de oxígeno disuelto escaso hasta nulo, abundantes vegetación acuática sumergida y emergida circundante, con abundante sedimento en descomposición y pobre población planctónica, sobre todo de fitoplancton.

### Sabanas inundables
En Colombia y Venezuela este término designa las sabanas inundables de la región de Los Llanos próximas a los ríos que se llenan con las aguas fluviales durante la estación lluviosa, pero que conservan parte de sus aguas durante la sequía. Suelen cubrirse de plantas acuáticas (bora, lirios de agua, nenúfares) y presentan especies autóctonas de palmeras como la palma llanera (Copernicia tectorum), moriche (Mauritia flexuosa), canaguaro, etc., bastante numerosas aunque dispersas al mismo tiempo. Las aguas son poco profundas, por lo que a menudo, en una fotografía, aparecen como un paisaje de praderas porque la vegetación cubre casi completamente las aguas. No forman verdaderamente lagunas porque siempre tienen aguas corrientes, por lo que no suele tratarse de aguas saladas. En Venezuela, los esteros más conocidos y aprovechados desde el punto de vista paisajístico y turístico son los de Camaguán, al suroeste del estado Guárico. En Colombia, son bien conocidos los esteros formados entre el río Arauca, al norte, y el río Meta, al sur, entre los que sobresale el estero de Lipa, de unos 800 km² en estiaje y hasta 3500 km² en la temporada lluviosa.

### Lagos artificiales

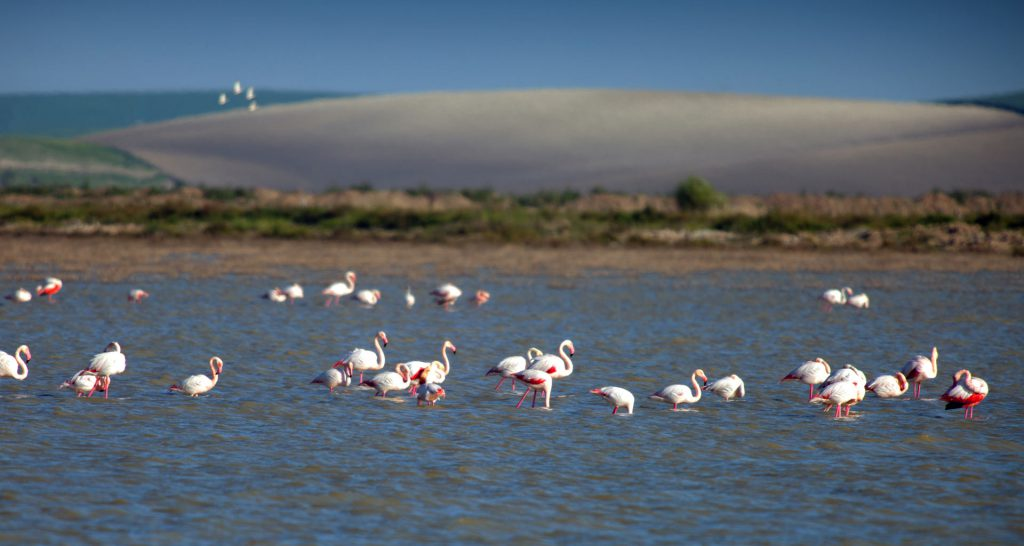
Esteros de la Reserva Ecológica del Guadalquivir.

En España también se denomina esteros a los lagos artificiales, de agua salada, creados normalmente con el objeto de explotar la sal presente. Muchos de ellos han caído en desuso, convirtiéndose en refugios de vida silvestre, especialmente lacunícolas y fauna de marisma tales como los flamencos, garzas y espátulas. 
Los esteros se encuentran en el sur peninsular, en localidades costeras tales como Puerto Real (Cádiz), San Fernando (Cádiz), Chiclana de la Frontera (Cádiz) o Punta Umbría (Huelva). Son especialmente conocidos los esteros ubicados en las riberas del Guadalquivir, en las proximidades de su desembocadura. Los Esteros de Guadalquivir es una reserva ecológica situada en el entorno de Doñana a la altura de la localidad de Trebujena, con gran presencia de aves como la cerceta parrilla. 
En estos esteros se produce la cría semiextensiva de lubina, doradas y mujoles de estero (obtenidos mediante la técnica de despesque). Allí se crían también los llamados camarones de estero, una especie de gamba de pequeño tamaño que se toma hervida en agua salada o bien en la famosa tortilla de camarones. De este modo, son un elemento clave en la cocina de la provincia de Cádiz.

## Uso coloquial del término

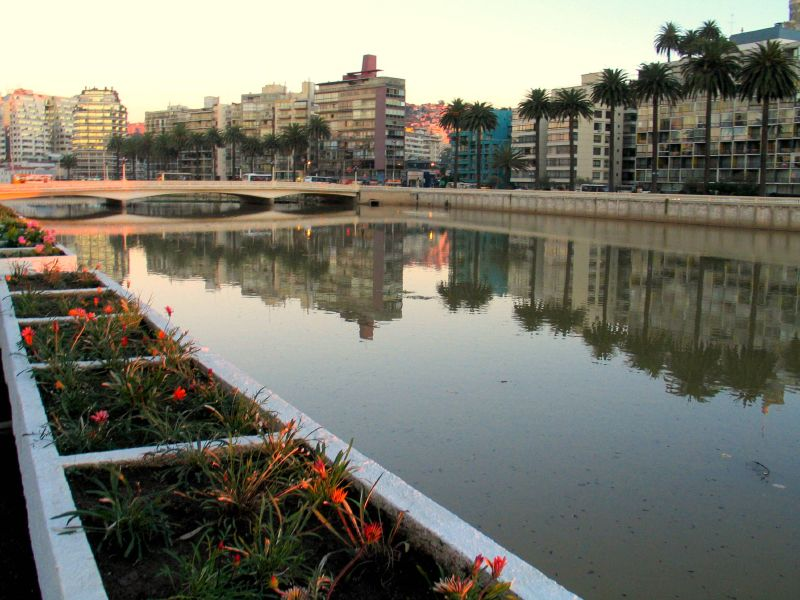
El estero de Marga Marga, a su paso por Viña del Mar, Chile.

En español chileno se denominan esteros a los cursos de agua inferiores a un río. Se llaman "esteros" a torrentes como el Nilahue, el Marga-Marga o el Piduco, que en realidad deberían considerarse como ríos, arroyos o quebradas en otros países.